# Microrregión de Conselheiro Lafaiete
La microrregión de Conselheiro Lafaiete es una de las  microrregiones del estado brasileño de Minas Gerais perteneciente a la mesorregión  Metropolitana de Belo Horizonte. Su población fue estimada en 2006 por el IBGE en 238.172 habitantes y está dividida en doce municipios. Posee un área total de 2.945,615 km².

## Municipios
- Casa Grande
- Catas Altas da Noruega
- Congonhas
- Conselheiro Lafaiete
- Cristiano Otoni
- Desterro de Entre Rios
- Entre Rios de Minas
- Itaverava
- Ouro Branco
- Queluzito
- Santana dos Montes
- São Brás do Suaçuí

- Datos: Q599258